# Teodósio Abuces
Teodósio Abuses (em grego medieval: Θεοδόσιος Ἀβούκης; romaniz.: Theodósios Aboúkes) foi um oficial bizantino do século IX, ativo durante o reinado do imperador Romano I (r. 920–944).

## Vida

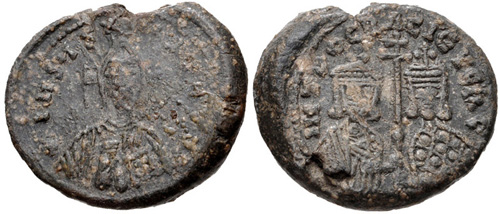
Selo do imperador r. com Irene Lecapena r.

Teodósio era membro da família Abuses e se sabe que era um clérigo em Constantinopla. Em 927, após a morte do czar Simeão I (r. 893–927), Pedro I (r. 927–969) e seu tio Jorge Sursúbulo enviaram uma delegação para Constantinopla solicitando a paz. O imperador Romano I (r. 920–944) aceitou e enviou uma delegação a navio para Mesembria para continuar as negociações com os búlgaros. Nessa delegação foram enviados Teodósio e Constantino, o Ródio. Após as deliberações, retornaram para Constantinopla junto com o emissário búlgaro Estêvão.